# 楠美聖寿

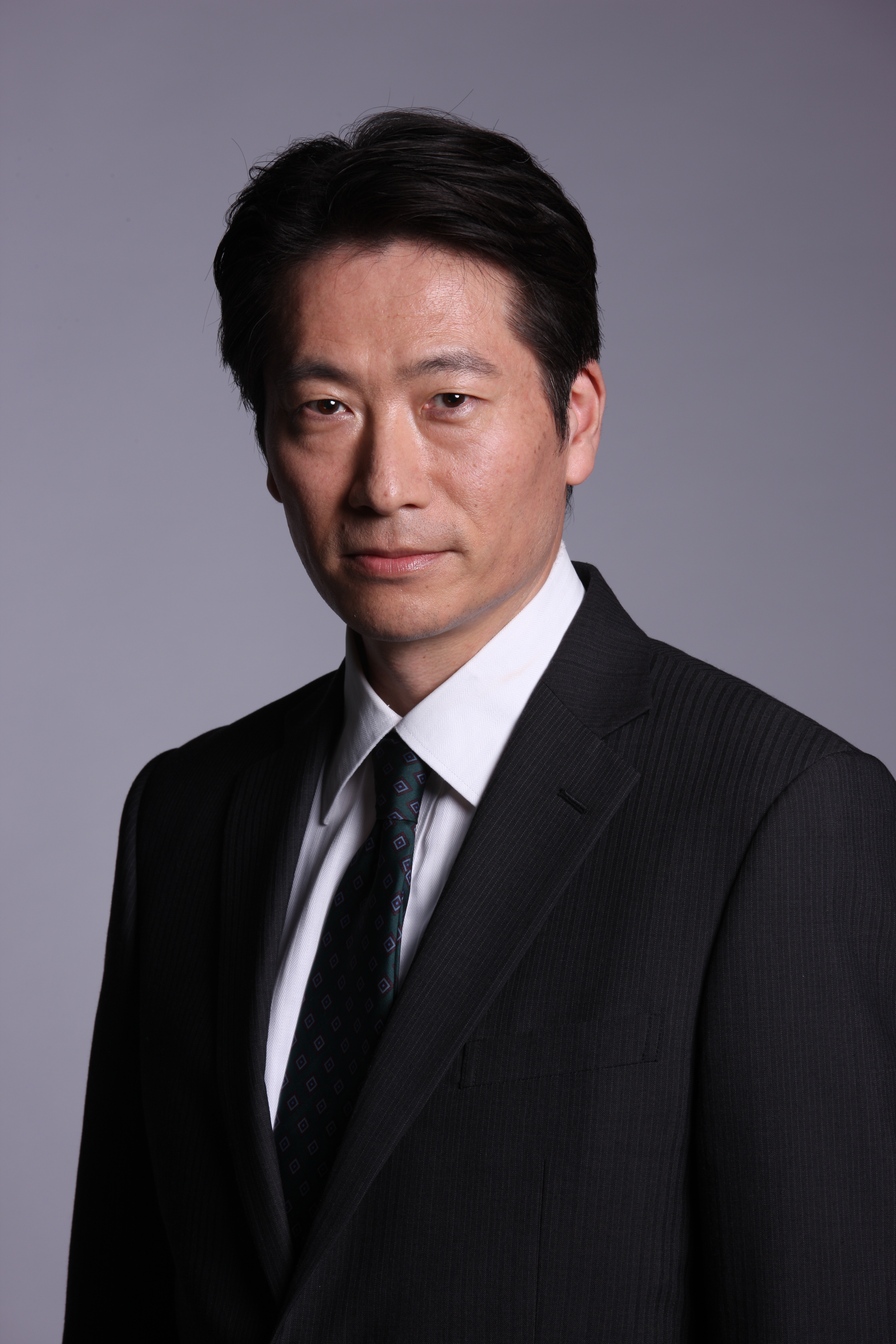

楠美 聖寿（くすみ せいじゅ、1966年12月27日 - ）は日本の俳優、映画監督、方言指導者。カプリコーンフィルム所属。青森県出身。血液型はO型。身長183cm。

## 略歴
俳優として主にテレビ、映画、舞台、方言指導、ラジオ等で活動。2008年には自らが脚本、監督を務める映画『出所案内所』を発表。日本各地のイベントで上映された。

## 出演

### テレビ
- 打姫オバカミーコ（枕木代表役）（スカパー!）
- デイープ・ラブ〜あゆの物語〜（松木役）（テレビ東京)
- あぶない刑事フォーエバー（日本テレビ）
- サラリーマン金太郎第1シリーズ（TBS）
- はみだし刑事情熱系（テレビ朝日）
- ガラスの仮面（テレビ朝日）
- 学校の先生SP（TBS）
- デビルサマナー（TBS）
- 水曜ミステリー9「森村誠一サスペンス・刑事の証明8」（テレビ東京） - 椎名凌 役
- NHKスペシャル「アナウンサーたちの戦争」（2023年8月14日、NHK総合）
- JKと六法全書 最終話（2024年6月7日、テレビ朝日）

### 映画
- ちいさな恋のものがたり（医師役）
- デッドオアライブ
- 放浪家族（粕谷一郎役）
- 桜蘭高校ホスト部（橘誠三郎役）
- 憑きもどり（大向刑事役）
- 二代目襲名：明日香（黒金ジン役）
- Ｗｈｅｎ　ｍｅ　ｍｅｔ（裁判長役）
- 拝啓、永田町（立河裕一郎役）

### CM
- 医薬品ノバルティス「ラシミール」
- スーパーOlympic
- キリンビール「その頃ラガー」
- EPSONカラープリンター
- 味の素本だし「煮物上手」

### 舞台
- 「新・おばこ旅館物語〜角館慕情〜」（軽凡太役）（三越劇場）
- 「贋作・片岡歌衛門一座物語〜心の旅路篇」（青森雪之丞）（池袋芸術劇場）
- 「銀座ロマン」（前田一郎）（博品館劇場）
- 劇団飛行船モリゾー＆キッコロミュージカル「あした」（名古屋市民会館大ホール・名古屋国際展示場）
- 「非倫な関係」（平田啓介）（シアターサンモール）
- 「家賃のいらない家」（銀座小劇場）
- 「命を弄ぶ男ふたり／夜のピクニック」（ギャラリー染井吉野）
- 「いじめ　机の上の荒野」（教頭先生）（三百人劇場）
- Zebra360コントパターン1「足りない頭」
- Zebra360コントパターン2「good bye TAKESHI」
- Zebra360コントパターン3「ウエイト」
- 「BASARA」（俳優座劇場）

### ラジオ
- 「クッシーのさしずめゴージャス」（メインパーソナリティ）（市川FM2002年 -）

### 方言指導
- テレビ東京開局記念日　ドラマ特別企画「破獄」

### 映画監督作品
- 「出所案内所」
- 「放浪家族」
- 「IKARIDA・脱獄～隣の住人」
- 「FAKE・FACE」
- 「紅い空」